# Oliecel
Een Oliecel is een plantencel die plantaardige olie produceert. Als de celwand beschadigd wordt komt de olie vrij. Planten met oliecellen zijn bijvoorbeeld de oliepalm (Elaeis guineensis) en de olijf (Olea europaea).
In industriële processen voor de winning van plantaardige oliën komt een stap voor die vertering (digestion) genoemd wordt. Hierbij worden de plantendelen op mechanische wijze bewerkt, en vaak ook verhit. Soms worden er enzymen toegevoegd. Het doel hiervan is de celwanden te breken. Daarna kan de olie gewonnen worden door te persen.
Ook in de schil van citrusvruchten komen oliecellen voor. Een oliecel stimuleert naburige cellen om ook olie te produceren. De tussenwanden tussen deze cellen breken, waardoor bolvormige olieklieren ontstaan.
Oliecellen in hout komen vooral voor in planten van de Laurierfamilie (Lauraceae). Het gaat dan om een vergrote cel waarin zich etherische olie bevindt. De oliecellen bevinden zich meestal in de houtstralen of in het axiaal parenchym. Ze komen in relatief weinig houtsoorten voor, en zijn dus belangrijk voor de identificering van het hout.
Bij de Magnoliidae komen er oliecellen voor in de bladeren. Ze bevatten isochinoline, wat waarschijnlijk dient om planteneters af te weren.